# Joaquín Duato
Joaquín Duato Boix (Valencia, abril de 1962) es un empresario hispano-estadounidense, presidente y consejero delegado (CEO) de la multinacional Johnson & Johnson. Es la octava persona que ocupa el cargo de consejero delegado de Johnson & Johnson desde que la empresa empezó a cotizar en bolsa en 1944.

## Biografía
Duato creció en Valencia y es hermano de la actriz Ana Duato. Su familia influyó en su carrera sanitaria. Su madre era enfermera, su abuelo pediatra y su abuela farmacéutica. Duato habla inglés, español e italiano y tiene un máster en Administración de Empresas por la ESADE Business School de Barcelona y un máster en Gestión Internacional por la Thunderbird School of Global Management de Phoenix (Arizona).
Comenzó su carrera en Johnson & Johnson en 1989, cuando se incorporó a Janssen Pharmaceutica en España. Tras mudarse a Estados Unidos en 2002, Duato fue nombrado vicepresidente ejecutivo y presidente mundial del área farmacéutica en 2011. Su estrategia de crecimiento condujo al cambio de rumbo del negocio farmacéutico de Johnson & Johnson, en dificultades, a principios de la década de 2000. En 2018, cuando fue ascendido a vicepresidente del comité ejecutivo de Johnson & Johnson, dirigió las divisiones de productos farmacéuticos y de consumo y supervisó las operaciones de la cadena de suministro y de tecnología. También ocupó el cargo de director de información interino. Duato fue nombrado consejero delegado en agosto de 2021, lo cual se hizo efectivo el 3 de enero de 2022. También fue nombrado miembro del consejo de administración de la empresa. En noviembre de 2022, fue elegido para presidir el Consejo de Administración, con efecto a partir de enero de 2023.
Es primo del bailarín Nacho Duato y tío de los actores Miguel Bernardeau y María Bernardeau.

## Cargos ejecutivos y distinciones
Joaquín Duato anteriormente ocupó cargos directivos la U.S. Spain Council, en UNICEF USA, la Facultad de Ciencias Farmacéuticas de la Universidad Tsinghua y Hess Corporation. Además, fue presidente de la Asociación de Investigadores y Productores Farmacéuticos de América (PhRMA, por sus siglas en inglés). En 2017, recibió el premio a mentor honorífico de la Asociación de Mujeres Empresarias de la Salud (HBA, por sus siglas en inglés). En 2021, ocupó el tercer puesto en la lista de las 50 personalidades más influyentes del Manufacturing Power de NJBIZ. En 2022, recibió el premio de la escuela de negocios ESADE.